# Bartolomé de Albornoz
Bartolomé [Frías] de Albornoz (Talavera de la Reina, c. 1519 - 1573) fue un jurista e historiador de la Escuela de Salamanca, famoso por cuestionar las bases tradicionales de la  esclavitud.

## Biografía
Era hijo de Lázaro de Frías y de Beatriz de Contreras, todos ellos naturales y vecinos de Talavera de la Reina (Toledo), como el autor mismo manifiesta en su obra Arte de los Contractos donde escribió: “Talavera es patria mía, y de mi padre y madre”. Estudió humanidades en Talavera y después Derecho en la Universidad de Salamanca y en la Universidad de Osuna, donde se doctoró.
Dominaba el latín y el griego y leía en hebreo, árabe, francés e italiano; sus conocimientos filológicos fueron muy alabados por sus contemporáneos (Francisco Cervantes de Salazar lo llama «doctísimo en las lenguas latina y griega», y el Brocense le llama «in linguis omnibus perfectissimum», esto es, consumado en todas las lenguas). Fue discípulo del bachiller Alonso Sánchez, coterráneo del autor, y los doctores Fernán Gómez Arias (al parecer, también talaverano) y Antonio Gómez, célebres glosadores de las leyes de Toro.
Marchó al virreinato de Nueva España, donde se registra su presencia al menos desde 1550, y con apenas 34 años fundó, el 24 de enero de 1553, la cátedra de Instituta (derecho civil) en la Universidad de México, así que debió nacer hacia 1519. Además, el escritor toledano Francisco Cervantes de Salazar lo cita como catedrático de la materia en un diálogo suyo de 1554. En 1557 consta su nombre en un registro como pasajero de Indias. En sus muchos viajes pasó por algunas aventuras pintorescas: estuvo a punto de ahogarse al cruzar el Guadalquivir por Cantillana, perdió parte de sus libros en el mar y por poco es esclavizado por los musulmanes, quizá corsarios berberiscos.

## Obra
Escribió un Arte de los Contractos (Valencia: Pedro de Huete, 1573) en cuya parte más polémica negaba licitud al tráfico de esclavos, por cuyo motivo fue prohibida su lectura y su reimpresión por parte de la Inquisición, al no seguir los cánones establecidos por la Universidad de Salamanca. Su obra realizaba un análisis crítico de los tres fundamentos tradicionales de la esclavitud: la guerra justa, la ley positiva, y la cristianización, si bien es cierto que no alcanza a considerar ilícita la esclavitud en sí, sino su aplicación real. Así pues, como apunta Tellkamp, «es notable la presencia de consideraciones que delimitan conceptualmente los parámetros de la esclavitud, pero es ausente una crítica fundamental».
Se divide en cuatro libros y está dedicada al jurista Diego Covarrubias y Leiva, de quien se proclama discípulo. Se destinaba al uso de juristas, teólogos, confesores, escribanos y mercaderes. 
El primer libro se consagra a los contratos personales, el segundo a los reales, en el que trata el tema de la esclavitud, el tercero a los irregulares y el cuarto considera el matrimonio como contrato. El autor puede clasificarse dentro de la segunda escolástica española, y muestra un gran dominio de los clásicos latinos. Cita sobre todo a Aristóteles y a Cicerón.
Lo poco que sobre esta obra se ha escrito se basa en un extracto que usaron Davis y Hanke y que se publicó en el 65.º volumen de la Biblioteca de Autores Españoles, en 1929.

## Obras
- Arte de los contractos. Valencia: Pedro de Huete. 1573.[6]
- Carta contra el maestro Andrés de Resende, portugués natural de Évora, y contra la carta que el dicho maestro Resende imprimió y envió al licenciado Bartolomé de Quevedo, racionero de Toledo pruébase principalmente que Talavera se llamó antiguamente Evora y que de ella fue natural San Vicente de Ávila y cuéntase las alabanzas de Talavera, manuscrito. Se encuentra incluida en la Historia de Talavera dividida en dos partes de Cosme Gómez Tejada de los Reyes
- Nobiliario;del Licenciado Bartolomé Frías de Albornoz... que sacó del libro de Becerro; copiado y añadido por Fray Prudencio de Sandoval, obispo de Pamplona... y luego trasladado por el cuidado de Don Francisco Zazo y Rosillo, Coronista y Rey de armas de Felipe V, manuscrito del siglo XVIII.